# Once Upon a Tour
Once Upon a Tour концертний тур Nightwish, який відбувся в 2004 та 2005 роках в підтримку п'ятого альбому Once, який вийшов 7 червня 2004 року. Також з туром можна пов'язати і виход нової масштабної збіркі хітів Highest Hopes. Це у поєднанні з масштабною рекламною компанією, яку влаштував Nuclear Blast Records робило цей тур самим відповідальним за всю історію групи. Багато пісень з попередніх альбомів не виконувались.
Успіх альбому дав можливість групі виступати в країнах, в яких вони ніколи ще не були, а саме в Колумбії, Еквадорі, Естонії, Греції, Румунії, Данії, Японії, Австралії, Португалії та Словенії. Група також зробила свій перший тур Сполученими Штатами, з різною кількістю повністю проданих концертів, у Південній Америці всі концерти розпродані. Був запланований другий тур по США, але його було відмінено за вимогою Тар'ї, вона також скасувала кілька концертів в Австралії. Nightwish виступали на церемонії відкриття в 2005 році Чемпіонату Світу з легкої атлетики, що проходив у Гельсінкі, підкресливши популярність, яку група отримала останнім часом.
Після туру в Європі та Південній Америці восени 2004 року, і деяких окремих концертів у грудні, група бере невеличку відпустку в січні 2005 року. У лютому Nightwish завоювали п'ять нагород у Emma-Gala Awards (фінська Grammy), серед інших, вони завоювали нагороди «Група року» і «Найприбутковіший альбом року». Туомас і Марко вилетіли з європейського турне в Гельсінкі, щоб отримати нагороди. У березні Nightwish виступили перший раз в Японії та Австралії, а в квітні і травні, вони повинні були зробити перерву через інші сайд-проекти Тар'ї, але в кінці травня група почала турне, граючи з Iron Maiden в Польщі та з Mötley Crüe в Норвегії. Восени 2005 Nightwish зіграли декілька шоу, в тому числі на легендарному Hammersmith Apollo Venue, в Лондоні, білети на це шоу були повністю розпродані. Найбільшим шоу за кількістю людей став концерт в німецькому місті Штутгарт, в Schleyerhalle, на який прийшли понад 10 000 чоловік.
Заключний концерт був зіграний 21 жовтня для 11 500 чоловік на Hartwall Arena в Гельсінкі. Концерт був записаний на DVD та CD і випущений під назвою End of an Era.
Це був останній тур з Тар'єю Турунен, після останнього концерту чотири інші учасники вирішили продовжувати свою творчість без Тар'ї, свої мотиви і почуття вони висловили через відкритий лист, який був вручений Тар'ї після шоу в Гельсінки, а потім опублікований на офіційному сайті групи. Він був написаний Холопайненом, але підписаний іншими членами групи. Основними мотивани для звільнення Тар'ї Турунен стали її чоловік — Марсело Кабулі (Аргентинський підприємець) та комерційні інтереси, які вплинули на її ставлення до групи. У травні 2007 року колишня вокалістка Alyson Avenue, Анетт Ользон, була представлена як заміна Турунен.

## Учасники
- Туомас Холопайнен — клавішні
- Тар'я Турунен — вокал
- Емппу Вуорінен — гітара
- Юкка Невалайнен — ударні
- Марко Хієтала — бас-гітара, чоловічий вокал

## Сет-лист
- Hold the Ice/Budget Meeting (2004 intro)
- Red Warrior (2005 intro)
- Dark Chest of Wonders
- Wish I Had an Angel
- Nemo
- Planet Hell
- Stone People («Creek Mary's Blood» intro)
- Creek Mary's Blood (лише в 2005 році)
- The Siren (лише в 2005 році)
- Ghost Love Score
- Kuolema Tekee Taiteilijan (лише в 2005 році)
- Higher Than Hope
- High Hopes (Pink Floyd кавер)
- Symphony of Destruction (Megadeth кавер)
- Bless the Child
- End of all Hope (лише в 2004 році)
- Dead to the World (лише в 2004 році)
- Ever Dream
- Slaying the Dreamer
- The Phantom of the Opera (Ендрю Ллойд Уеббер cover)
- Over the Hills and Far Away
- She's My Sin (лише в 2004 році)
- The Kinslayer
- Come Cover Me (лише в 2004 році)
- Deep Silent Complete (лише в 2004 році)
- The Trooper («Wishmaster» intro)
- Wishmaster
- Dead Boy's Poem (лише в 2004 році)
- Sleeping Sun
- Sacrament of Wilderness (лише в 2004 році)
- Walking in the Air (лише в 2004 році)
- Stargazers (лише в 2004 році)
- Elvenpath  (лише в 2004 році)
- All of Them (outro)

## Дати туру

### 2004
| Дата       | Місце проведення           | Місто          | Країна          | Статус |
| 22.05.2004 | Kitee Ice Hall             | Кітеє          | Фінляндія       |        |
| 29.05.2004 | Von Krahl Theater          | Таллінн        | Естонія         |        |
| 30.05.2004 | Von Krahl Theater          | Таллінн        | Естонія         |        |
| 06.06.2004 | Dynamo Open Air            | Неймеген       | Нідерланди      |        |
| 11.06.2004 | Sauna Open Air             | Тампере        | Фінляндія       |        |
| 12.06.2004 | Sweden Rock Festival       | Сельвесборг    | Швеція          |        |
| 19.06.2004 | Woodstage Open Air         | Глаухау        | Німеччина       |        |
| 20.06.2004 | Rockwave Festival          | Афіни          | Греція          |        |
| 10.07.2004 | Ruisrock                   | Турку          | Фінляндія       |        |
| 11.07.2004 | Carpa Rojilla Festival     | Памплона       | Іспанія         |        |
| 13.07.2004 | Bradford Rio               | Бредфорд       | Велика Британія |        |
| 14.07.2004 | Nottingham Rock City       | Ноттінгем      | Велика Британія |        |
| 16.07.2004 | Astoria                    | Лондон         | Велика Британія |        |
| 17.07.2004 | Tuska Open Air             | Гельсінкі      | Фінляндія       |        |
| 21.07.2004 | Rockfeller                 | Осло           | Норвегія        |        |
| 23.07.2004 | Rockfeller                 | Осло           | Норвегія        |        |
| 24.07.2004 | Rockfeller                 | Осло           | Норвегія        |        |
| 20.08.2004 | Mass Palladium             | Ворчестер      | США             |        |
| 22.08.2004 | B.B. King's Blues Club     | Нью-Йорк       | США             |        |
| 23.08.2004 | Phantasy Theater           | Клівленд       | США             |        |
| 25.08.2004 | House Of Blues             | Чикаго         | США             |        |
| 26.08.2004 | Quest Club                 | Міннеаполіс    | США             |        |
| 28.08.2004 | Cervantes                  | Денвер         | США             |        |
| 30.08.2004 | Cajun House                | Скоттсдейл     | США             |        |
| 31.08.2004 | House Of Blues             | Анахайм        | США             |        |
| 02.09.2004 | House Of Blues             | Лос-Анджелес   | США             |        |
| 03.09.2004 | Slims                      | Сан-Франциско  | США             |        |
| 05.09.2004 | Graceland                  | Сієтл          | США             |        |
| 17.09.2004 | Pakkahuone                 | Тампере        | Фінляндія       |        |
| 18.09.2004 | Caribia                    | Турку          | Фінляндія       |        |
| 21.09.2004 | Nosturi                    | Гельсінкі      | Фінляндія       |        |
| 22.09.2004 | Nosturi                    | Гельсінкі      | Фінляндія       |        |
| 24.09.2004 | Arena                      | Йоенсуу        | Фінляндія       |        |
| 25.09.2004 | Paviljonki                 | Ювяскюля       | Фінляндія       |        |
| 29.09.2004 | Stora Arenan               | Стокгольм      | Швеція          |        |
| 01.10.2004 | Lisebergshallen            | Гетеборг       | Швеція          |        |
| 02.10.2004 | Baltiska Hallen            | Мальме         | Швеція          |        |
| 13.10.2004 | Color Line Arena           | Гамбург        | Німеччина       |        |
| 15.10.2004 | Arena                      | Лейпциг        | Німеччина       |        |
| 16.10.2004 | Thuringenhalle             | Ерфурт         | Німеччина       |        |
| 19.10.2004 | Palladium                  | Кельн          | Німеччина       |        |
| 20.10.2004 | Arena                      | Берлін         | Німеччина       |        |
| 22.10.2004 | Arena                      | Нюрнберг       | Німеччина       |        |
| 23.10.2004 | Zenith                     | Мюнхен         | Німеччина       |        |
| 25.10.2004 | Gasometer                  | Відень         | Австрія         |        |
| 26.10.2004 | Petöfi Hall                | Будапешт       | Угорщина        |        |
| 28.10.2004 | Mazda Palace               | Мілан          | Італія          |        |
| 30.10.2004 | St. Jacob Arena            | Цюрих          | Швейцарія       |        |
| 01.11.2004 | Transbordeur               | Ліон           | Франція         |        |
| 04.11.2004 | Aqualung                   | Мадрид         | Іспанія         |        |
| 05.11.2004 | Razamatazz                 | Барселона      | Іспанія         |        |
| 07.11.2004 | Ancienne Belgique          | Брюссель       | Бельгія         |        |
| 08.11.2004 | Paradiso                   | Амстердам      | Нідерланди      |        |
| 19.11.2004 | Palace Hall                | Бухарест       | Румунія         |        |
| 21.11.2004 | Le Zenith                  | Париж          | Франція         |        |
| 25.11.2004 | Estadio de Chile           | Сантьяго       | Чилі            |        |
| 27.11.2004 | Obras Sanitarias           | Буенос-Айрес   | Аргентина       |        |
| 28.11.2004 | Usina Royal                | Кампінас       | Бразилія        |        |
| 30.11.2004 | Canecao                    | Ріо-де-Жанейро | Бразилія        |        |
| 02.12.2004 | Opiniao                    | Порту-Алегрі   | Бразилія        |        |
| 03.12.2004 | Marista                    | Белу-Оризонті  | Бразилія        |        |
| 04.12.2004 | Via Funchal                | Сан-Пауло      | Бразилія        |        |
| 08.12.2004 | Gran Salon De Corferias    | Богота         | Колумбія        |        |
| 10.12.2004 | Plaza De Toros Quito       | Кіто           | Еквадор         |        |
| 12.12.2004 | Circo Volador              | Мехіко         | Мексика         |        |
| 13.12.2004 | Circo Volador              | Мехіко         | Мексика         |        |
| 15.12.2004 | Metropolis                 | Монреаль       | Канада          |        |
| 16.12.2004 | Metropolis                 | Монреаль       | Канада          |        |
| 15.12.2004 | Opera House                | Торонто        | Канада          |        |
| 26.12.2004 | Ice Hall                   | Гельсінкі      | Фінляндія       |        |
| 28.12.2004 | Arena                      | Обергаузен     | Німеччина       |        |
| 29.12.2004 | Friedrichshafen Messehalle | Гамбург        | Німеччина       |        |

### 2005
| Дата       | Місце проведення        | Місто              | Країна          | Статус |
| 09.02.2005 | Stora Vega              | Копенгаген         | Данія           |        |
| 11.02.2005 | Heineken Music Hall     | Амстердам          | Нідерланди      |        |
| 12.02.2005 | Astoria                 | Лондон             | Велика Британія |        |
| 15.02.2005 | Academy                 | Бірмінгем          | Велика Британія |        |
| 16.02.2005 | Academy                 | Глазго             | Велика Британія |        |
| 18.02.2005 | Academy                 | Манчестер          | Велика Британія |        |
| 19.02.2005 | Astoria                 | Лондон             | Велика Британія |        |
| 21.02.2005 | Oktoberhallen           | Віз                | Бельгія         |        |
| 22.02.2005 | Arena                   | Трір               | Німеччина       |        |
| 24.02.2005 | VW-Halle                | Брауншвейг         | Німеччина       |        |
| 25.02.2005 | Oberfrankenhalle        | Байройт            | Німеччина       |        |
| 25.02.2005 | Stadthalle              | Кур                | Швейцарія       |        |
| 28.02.2005 | Schleyerhalle           | Штутгарт           | Німеччина       |        |
| 12.03.2005 | Namba Hatch             | Осака              | Японія          |        |
| 13.03.2005 | Zepp                    | Фукуока            | Японія          |        |
| 16.03.2005 | Shibuya AX              | Токіо              | Японія          |        |
| 17.03.2005 | Shibuya AX              | Токіо              | Японія          |        |
| 21.03.2005 | Corner Hotel            | Мельбурн           | Австралія       |        |
| 22.03.2005 | Corner Hotel            | Мельбурн           | Австралія       |        |
| 23.03.2005 | Metro Theatre           | Сідней             | Австралія       |        |
| 26.03.2005 | Arena                   | Брисбен            | Австралія       |        |
| 26.05.2005 | Petöfi Open Air         | Будапешт           | Угорщина        |        |
| 27.05.2005 | Festimad                | Мадрид             | Іспанія         |        |
| 29.05.2005 | Mystic Festival         | Хожув              | Польща          |        |
| 10.06.2005 | Spectrum                | Осло               | Норвегія        |        |
| 11.06.2005 | Nova Rock Festival      | Нікельсдорф        | Австрія         |        |
| 12.06.2005 | Download Festival       | Донінгтон          | Велика Британія |        |
| 13.06.2005 | Metal Hammer Awards     | Лондон             | Велика Британія |        |
| 17.06.2005 | Provinssirock           | Сейняйокі          | Фінляндія       |        |
| 18.06.2005 | Frauendweld Open Air    | Фрауенфельд        | Швейцарія       |        |
| 24.06.2005 | Himos Festival          | Ямся               | Фінляндія       |        |
| 15.07.2005 | Masters Of Rock         | Злін               | Чехія           |        |
| 16.07.2005 | Evolution Festival      | Тосколано-Мадерно  | Італія          |        |
| 22.07.2005 | Earthshaker Festival    | Франкфурт-на-Майні | Німеччина       |        |
| 28.07.2005 | Vilar De Mouros Fest    | Порту              | Португалія      |        |
| 04.08.2005 | Wacken Open Air         | Вакен              | Німеччина       |        |
| 05.08.2005 | Open Air                | Дрезден            | Німеччина       |        |
| 06.08.2005 | Olympic Stadium         | Гельсінкі          | Фінляндія       |        |
| 07.08.2005 | Ankkarock               | Вантаа             | Фінляндія       |        |
| 14.08.2005 | Taubertal Open Air      | Ротенбург          | Німеччина       |        |
| 19.08.2005 | Pukkelpop Festival      | Гасселт            | Бельгія         |        |
| 20.08.2005 | Lowlands Festival       | Біддінггейзен      | Нідерланди      |        |
| 03.09.2005 | Hellodrome              | Хелл               | Норвегія        |        |
| 05.09.2005 | Rockefeller             | Осло               | Норвегія        |        |
| 08.09.2005 | Arenan                  | Стокгольм          | Швеція          |        |
| 09.09.2005 | Lisebergshallen         | Гетеборг           | Швеція          |        |
| 11.09.2005 | Skyarena                | Умео               | Швеція          |        |
| 17.09.2005 | Borak Hall              | Жиліна             | Словаччина      |        |
| 19.09.2005 | Krizance                | Любляна            | Словенія        |        |
| 23.09.2005 | KB Hallen               | Копенгаген         | Данія           |        |
| 25.09.2005 | Hammersmith Apollo      | Лондон             | Велика Британія |        |
| 30.09.2005 | Polivalenta Hall        | Бухарест           | Румунія         |        |
| 01.10.2005 | Lycabettus Amphitheatre | Афіни              | Греція          |        |
| 08.10.2005 | Live'N'Louder Festival  | Мехіко             | Мексика         |        |
| 12.10.2005 | Live'N'Louder Festival  | Сан-Пауло          | Бразилія        |        |
| 15.10.2005 | Live'N'Louder Festival  | Порту-Алегрі       | Бразилія        |        |
| 21.10.2005 | Hartwall Arena          | Гельсінкі          | Фінляндія       |        |